# Jenny Berggren
Jenny Cecilia Petrén, lánykori nevén Berggren (Bergsjön parish, 1972. május 19. –), közismert néven Jenny Berggren svéd énekesnő és dalszerző, az Ace of Base popegyüttes egykori tagja.
1987-ben bátyjával, Jonas Berggrennel, nővérével, Linnel, valamint egy barátjukkal, Ulf Ekberggel megalapították az Ace of Base-t, amely megalakulásakor mindössze 15 éves volt. Eleinte Linn oldalán volt énekesnő, 1997-től azonban ő lépett elő frontemberré nővére háttérbe húzódását követően. Habár hivatalosan nem lépett ki az együttesből, 2010 óta, részben jogi viták miatt nem vesz részt többé az Ace of Base munkásságában, helyette 1995-ben, az együttessel párhuzamosan indult szólókarrierjén munkálkodik, szintén 2010-ben jelent meg debütáló szólóalbuma, a My Story.
Hangja mezzoszoprán. 2004-ben feleségül ment Jakob Petrén svéd zongoristához, akitől egy fia és egy lánya született.

## Diszkográfia

### Szólóalbumok ès kislemezek
- My Story (2010)
- Open and Alive (2022)
- Keep Quiet (2024)